# Berlin Partner für Wirtschaft und Technologie
Die Berlin Partner für Wirtschaft und Technologie GmbH (Berlin Partner) ist eine öffentlich-private Partnerschaft zur Wirtschafts- und Technologieförderung im Land Berlin. Die Gesellschaft wird vom Land Berlin, Kammern, Verbänden und Unternehmen getragen. Im Rahmen des Standortmarketings verantwortet das Unternehmen das internationale Hauptstadtmarketing.
Berlin Partner informiert Unternehmen und Investoren u. a. über Fördermöglichkeiten, berät bei der Suche nach einem geeigneten Standort oder qualifiziertem Personal und vernetzt mit Kooperationspartnern aus der Wissenschaft. Die rund 200 Mitarbeiter (Stand 2018) sitzen im Ludwig-Erhard-Haus, in dem neben anderen auch die Mitgesellschafterin IHK Berlin sitzt.

## Geschichte
Das Unternehmen wurde 1994 als Partner für Berlin Gesellschaft für Hauptstadt Marketing mbH zur Standortförderung im Land Berlin gegründet. Eine geplante Fusion mit der Brandenburgischen Wirtschaftsfördergesellschaft Zukunftsagentur Brandenburg scheiterte 2007, da Berlin befürchtet haben soll, dass eine gemeinsame Gesellschaft letztlich Brandenburg mehr nutzen würde als Berlin. Im Juni 2013 fusionierte die Wirtschaftsförderungsgesellschaft Berlin Partner schließlich mit der Innovationsagentur der Technologiestiftung Berlin zur Berlin Partner für Wirtschaft und Technologie GmbH.

## Aufgabenfelder
Wirtschaftsförderung und Technologieförderung stehen im Mittelpunkt der Arbeit von Berlin Partner. Dazu führt das Unternehmen Untersuchungen zum Bild des Wirtschaftsstandortes Berlin in der Öffentlichkeit durch und bietet für Unternehmen und Investoren Service und Unterstützung bei der Ansiedlung in Berlin sowie beim Wachstum am Standort an.
Folgendes Angebot für Unternehmen, Investoren und Wissenschaftseinrichtungen besteht:
- Mitwirkung bei der Entwicklung und Umsetzung wirtschafts-, technologie- und innovationspolitischer Strategien des Landes.
- Unterstützung insbesondere mittelständischer Unternehmen und Industrieunternehmen aus Berlin bei ihrer Unternehmensentwicklung.
- Beratung und Betreuung von Unternehmen bei ihrer Ansiedlung in Berlin.
- Förderung und Stärkung den Wissens- und Technologietransfer durch Vernetzung von Wissenschaft und Wirtschaft.
- Verantwortung des weltweiten Hauptstadt- und Standort-Marketings für Berlin[8], unter anderem mit der be-Berlin-Kampagne[9].
- Services zu den Themen Immobilien, Förderung, Finanzierung, EU, Nachhaltigkeit und International Services für Innovations-, Ansiedlungs-, Expansions- und Standortsicherungsprojekte.[10]

## Organisation
Das Unternehmen ist eine öffentlich-private Partnerschaft und arbeitet für Wachstum in der deutschen Hauptstadt. Die Mitarbeiter sind unterwegs, um Unternehmen und Kapitalgeber vom Standort Berlin zu überzeugen und im Anschluss beim erfolgreichen Ankommen und Wachsen in der Stadt zu unterstützen. Die Erfolge bemessen sich an verschiedenen Indikatoren: Im Mittelpunkt steht die Anzahl der Arbeitsplätze, die mit Unterstützung von Berlin Partner neu geschaffen oder am Standort Berlin gesichert werden können. Darüber hinaus stehen das Investitionsvolumen und die eingeworbenen Drittmittel in den von Berlin Partner begleiteten Projekten im Fokus.
Die Aufgabenbereiche der Berliner Wirtschaftsförderung orientieren sich an der bisherigen Clusterverteilung:
1. Energie und Mobilität,
2. Gesundheitswirtschaft,
3. Digitale Wirtschaft und Dienstleistungswirtschaft,
4. Industrielle Produktion und Optik sowie Berliner Bezirke,
5. Operative Services.[3]

Die Unternehmen des Netzwerkes erwerben Lizenzen der Berlin Partner in 5 Kategorien, die sich nach dem vom Unternehmen zu zahlenden Beitrag (derzeit – Oktober 2022 – 2500 € in der untersten und 80.000 € in der höchsten Kategorie) und den dafür angebotenen Leistungen unterscheiden. Diese reichen von der Nutzung von Datenbanken, der Präsentation der Firmenlogos, Einladungen zu Veranstaltungen bis zur Organisation von Firmenveranstaltungen und der Unterstützung der Pressearbeit.

### Gesellschafter
- Investitionsbank Berlin (31,5 %)
- Technologiestiftung Berlin (30,0 %)
- Partner für Berlin Holding Gesellschaft für Hauptstadt-Marketing mbH (28,0 %). Gesellschafter dieser Holding sind derzeit (November 2022) 44 Unternehmen aus dem Netzwerk der Berlin-Partner.[12]
- Handwerkskammer Berlin (3,5 %)
- Industrie- und Handelskammer zu Berlin (3,5 %)
- Vereinigung der Unternehmensverbände in Berlin und Brandenburg e. V. (UVB) (3,5 %)[13]

### Aufsichtsrat
Aufsichtsratsvorsitzender
- Carsten Jung – Vorstandsvorsitzender der Berliner Volksbank eG

Erster Stellvertreter des Aufsichtsratsvorsitzenden
- Michael Biel – Staatssekretär der Senatsverwaltung für Wirtschaft, Energie und Betriebe

Zweiter Stellvertreter des Aufsichtsratsvorsitzenden
- Hinrich Holm – Vorstandsvorsitzender der Investitionsbank Berlin
- Hendrik Fischer – Staatssekretär im Ministerium für Wirtschaft, Arbeit und Energie des Landes Brandenburg
- Sebastian Stietzel – Präsident der Industrie- und Handelskammer zu Berlin
- Ulrike Gote – Senatorin der Senatsverwaltung für Wissenschaft, Gesundheit, Pflege und Gleichstellung
- Stefan Moschko – Präsident der Vereinigung der Unternehmensverbände in Berlin und Brandenburg e. V. (UVB)
- Tobias Weber – Geschäftsführer der City Clean GmbH & Co. KG
- Carola Zarth – Präsidentin der Handwerkskammer Berlin
- Nicolas Zimmer – Vorstandsvorsitzender der Technologiestiftung Berlin

### Geschäftsführung
Stefan Franzke ist Geschäftsführer von Berlin Partner für Wirtschaft und Technologie. Er wirbt für den wachsenden Technologie- und Wirtschaftsstandort der deutschen Hauptstadt, unterstützt ansässige Unternehmen und überzeugt internationale Investoren vom Potenzial Berlins. Nach seinem Studium im Fach Maschinenbau an der Universität Hannover war Franzke Geschäftsführer am Institut für Integrierte Produktion in Hannover. Als Leiter des Innovationszentrums Niedersachsen vertiefte er ab 2003 sein Know-how in der Strategieberatung zu Innovationen und Schlüsseltechnologien und beriet internationale Investoren bei der Ansiedlung. Zusätzlich war er seit 2006 als Geschäftsführer von Innovatives Niedersachsen für das nationale und internationale Marketing des Bundeslandes zuständig. Im Juli 2014 wechselte Franzke an die Spitze von Berlin Partner.

## Partner
C.a. 240 Partner aus der Wirtschaft und Wissenschaft bilden das Netzwerk der Berlin Partner für Wirtschaft und Technologie GmbH. Auch wichtige Verbände und Stiftungen unterstützen die Arbeit der Gesellschaft.